# Eros Mancuso
Eros Nazareno Mancuso (Haedo, 17 aprile 1999) è un calciatore argentino, difensore del Fortaleza.

## Carriera
Cresciuto nel settore giovanile del Boca Juniors, debutta in prima squadra il 25 luglio 2021 in occasione dell'incontro di Primera División pareggiato 0-0 contro il Banfield.

## Statistiche

### Presenze e reti nei club
Statistiche aggiornate al 25 ottobre 2021.
| Stagione        | Squadra         | Campionato      | Campionato | Campionato | Coppe nazionali | Coppe nazionali | Coppe nazionali | Coppe continentali | Coppe continentali | Coppe continentali | Altre coppe | Altre coppe | Altre coppe | Totale | Totale |
| Stagione        | Squadra         | Comp            | Pres       | Reti       | Comp            | Pres            | Reti            | Comp               | Pres               | Reti               | Comp        | Pres        | Reti        | Pres   | Reti   |
| --------------- | --------------- | --------------- | ---------- | ---------- | --------------- | --------------- | --------------- | ------------------ | ------------------ | ------------------ | ----------- | ----------- | ----------- | ------ | ------ |
| 2021            | Boca Juniors    | PD              | 4          | 0          | CdL+CA          | 0               | 0               | CL                 | 0                  | 0                  |             | -           | -           | 4      | 0      |
| Totale carriera | Totale carriera | Totale carriera | 4          | 0          |                 | 0               | 0               |                    | 0                  | 0                  |             | -           | -           | 4      | 0      |

## Palmarès
- Copa Argentina: 2

Boca Juniors: 2019-2020
Estudiantes (LP): 2023
- Copa de la Liga Profesional: 1

Estudiantes (LP): 2024